# سگ‌های شکاری برادوی (فیلم ۱۹۵۲)
سگ‌های شکاری برادوی (به انگلیسی: Bloodhounds of Broadway) فیلمی محصول سال ۱۹۵۲ و به کارگردانی هارمون جونز است. در این فیلم بازیگرانی همچون میتزی گینور، اسکات بردی، میتزی گرین، مارگریت چپمن، مایکل اوشی، والی ورنان و جورج استون ایفای نقش کرده‌اند.

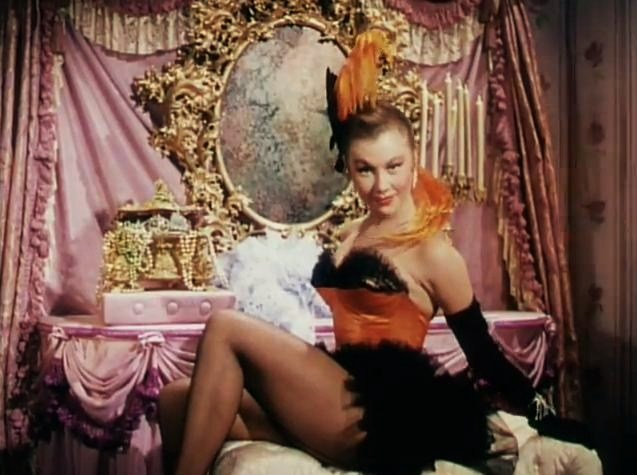
میتزی گینور